# 红花沟站
红花沟站是一个京通线上的铁路车站，位于内蒙古自治区赤峰市红花沟镇，建于1980年，目前为四等站，邮政编码为024035。目前客运：办理旅客乘降；行李、包裹托运；货运：办理整车货物发到。